# Naissance en 1313
Naissance
- 1309
- 1310
- 1311
- 1312
- 1313
- 1314
- 1315
- 1316
- 1317

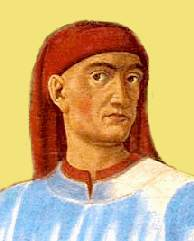
Boccace, né en 1313.

Cette page dresse une liste de personnalités nées au cours de l'année 1313  :
- 1er août : Kōgon, premier prétendant de la Cour du Nord du Japon, ayant régné sur le trône du chrysanthème.

- Bartole,  jurisconsulte italien, professeur de droit, spécialiste du droit romain.
- Blanche de France, princesse et religieuse française.
- Boccace, poète italien.
- Guy de Boulogne, ou Guy de Montfort, cardinal français, archevêque de Lyon.
- Enguerrand VI de Coucy, sire de Coucy, de Marle, de la Fère, d'Oisy, d'Havrincourt.
- Marie de Portugal, reine consort de Castille.
- Isabelle de Valois, duchesse consort de Bourbon.
- Cola di Rienzo, homme politique italien.
- William Heytesbury, philosophe et logicien anglais.
- Ibn al-Khatib, écrivain, historien, philosophe et homme politique arabe andalou.